# 磯部村清太夫
磯部村 清太夫（いそべむら せいだゆう、生年不明 - 寛延3年2月2日〈1750年3月9日〉）は、江戸時代中期の一揆指導者。

## 経歴・人物
常陸国茨城郡笠間藩領磯部村（のち茨城県西茨城郡岩瀬町、現在の茨城県桜川市）の名主、神主。凶作に対する年貢減免や領主の定免制採用に反対し、亀岡村太郎左衛門と共に山外郷村々百姓に呼びかけ、寛延2年（1749年）11月13日に大岡原で集会を行い、翌日30ヵ村の農民約1000人と共に笠間城下へ押しかけた。これを笠間藩山外郷一揆または山外郷一揆と呼ぶ。藩は一旦要求をのんだが、のちにこれを破棄して指導者らを逮捕した。清太夫と太郎左衛門を獄門、富谷村佐太郎を死罪としたほか多数処罰された。のち清太夫は義民地蔵としてまつられる。